# Charles Wagner (Theologe)

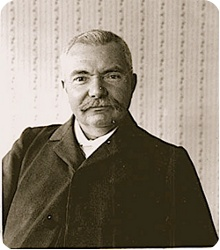

Charles Wagner (* 3. Januar 1852 in Vibersviller, Département Moselle, Frankreich; † 12. Mai 1918 in Neuilly-sur-Seine) war ein französischer reformierter Theologe und Pastor sowie ein erfolgreicher Autor des liberalen Protestantismus.

## Leben und Werk
Wagner war der Sohn eines lutherischen Pastors, der schon 1859 starb. Er wuchs bei seinem Großvater in Ottwiller auf und besuchte von 1866 bis 1869 ein Gymnasium in Paris. Abschließend begann  ein Theologiestudium in Straßburg, zuerst am Protestantischen Seminar, dann an der dortigen Theologischen Fakultät. 1869 trat er der Wingolfsverbindung Argentina Straßburg bei. Seine liberale Auffassung des Prinzips der Verbindung, die er als deren Präses  auf dem Bundesfest des Wingolf vertreten wollte, führten im Jahre 1874 letztlich zur zeitweiligen Auflösung der Verbindung, weil er zwar die Mehrheit der studentischen Mitglieder hinter sich hatte, fast die gesamte Altherrenschaft jedoch gegen sich. Der Streit führte dazu, dass die Mehrheit der studentischen Mitglieder der Argentiner mit Wagner an der Spitze aus der Verbindung austrat. Hintergrund war, dass der Minderheitsflügel das unbedingte Bekenntnis zu Jesus Christus  als wahrhaftigen Gott als zwingende Auslegung des Prinzips durchsetzen (oder erhalten) wollte. Für weitere Studien ging er an die Universitäten in Heidelberg und Göttingen. Seine erste Stelle als Vikar erhielt er 1875 in der lutherischen Gemeinde in Barr im damals zu Deutschland gehörenden Elsass, wechselte aber nach der Ordination 1877 in die reformierte Gemeinde in Remiremont, Département Vosges. 1882 erhielt er einen Ruf von Vertretern des liberalen Bürgertums in Paris, die ihn als ihren Pfarrer beschäftigen wollten. Obwohl die Stelle nicht zu einer Gemeinde gehörte und nur schlecht bezahlt war, nahm er sie an, um unter der Woche Philosophie und Geschichte zu studieren und sonntags zu predigen und Sonntagsschule zu halten. Hieraus entwickelte sich eine eigene Gemeinde, die zuerst in der Rue des Arquebusiers und ab 1892 am Boulevard Beaumarchais ihre Räume hatte. 1907 bezog sie als Temple Protestant du Foyer de l’Âme ihren noch heute bestehenden Ort im 11. Arrondissement. Dort wirkte Wagner bis zu seinem Tod.
Seit 1890 veröffentlichte Wagner zahlreiche Bücher zur Lebensführung auf der Grundlage eines undogmatischen Christentums, die sehr erfolgreich waren und in etliche Sprachen übersetzt wurden. Die englische Ausgabe des Buches La vie simple (The simple life, 1901) begeisterte den amerikanischen Präsidenten Theodore Roosevelt so sehr, dass er Wagner zu Vortragsreisen in die USA einlud. Im Jahr 1904 sprach Wagner in mehr als 500 Versammlungen und wurde schließlich auch im Weißen Haus empfangen.
Wagner war sehr gut in den Kreisen der liberalen Intellektuellen in Frankreich vernetzt. Auf Anfrage von Paul Desjardins beteiligte er sich 1892 an der Gründung der Union pour l’action morale, in deren Bulletin er viele Beiträge veröffentlichte. Mit dem Pädagogen Ferdinand Buisson arbeitete er in der Ligue de l’enseignement zusammen und trug zum Unterrichtsplan für den Grundschulunterricht bei. Ferner setzte er sich für die Gründung von Volkshochschulen (Université populaire) ein. Mit Buisson gründete er 1907 die Union de libres penseurs et de libres croyants pour la culture morale und veröffentlichte 1903 ein Buch, in dem das theologische Programm des protestantischen Liberalismus entfaltet wurde. Zu seinem Freundeskreis gehörten auch Charles Gide, Georges Sorel, Émile Boutroux, Léon Brunschvicg, Jean Réville, Raoul Allier und Philippe Jalabert. Ab 1905 bemühte sich Wagner zusammen mit Élie Gounelle und Wilfred Monod um die Einigung der zersplitterten Reformierten in Frankreich und rief 1906 zur Synode von Jarnac auf, die aber nur zur Gründung eines dritten Gemeindebundes, der Union nationale des Eglises Reformees führte. Als die sich 1912 mit der Union des Églises réformées unies zur Union des Églises réformées vereinigte, wurde Wagner Ehrenpräsident. Erst 1938 vereinigte sich dieser liberale reformierte Gemeindebund mit den eher evangelikal geprägten Gemeinden zur Reformierten Kirche in Frankreich.

## Ehrungen und Rezeption

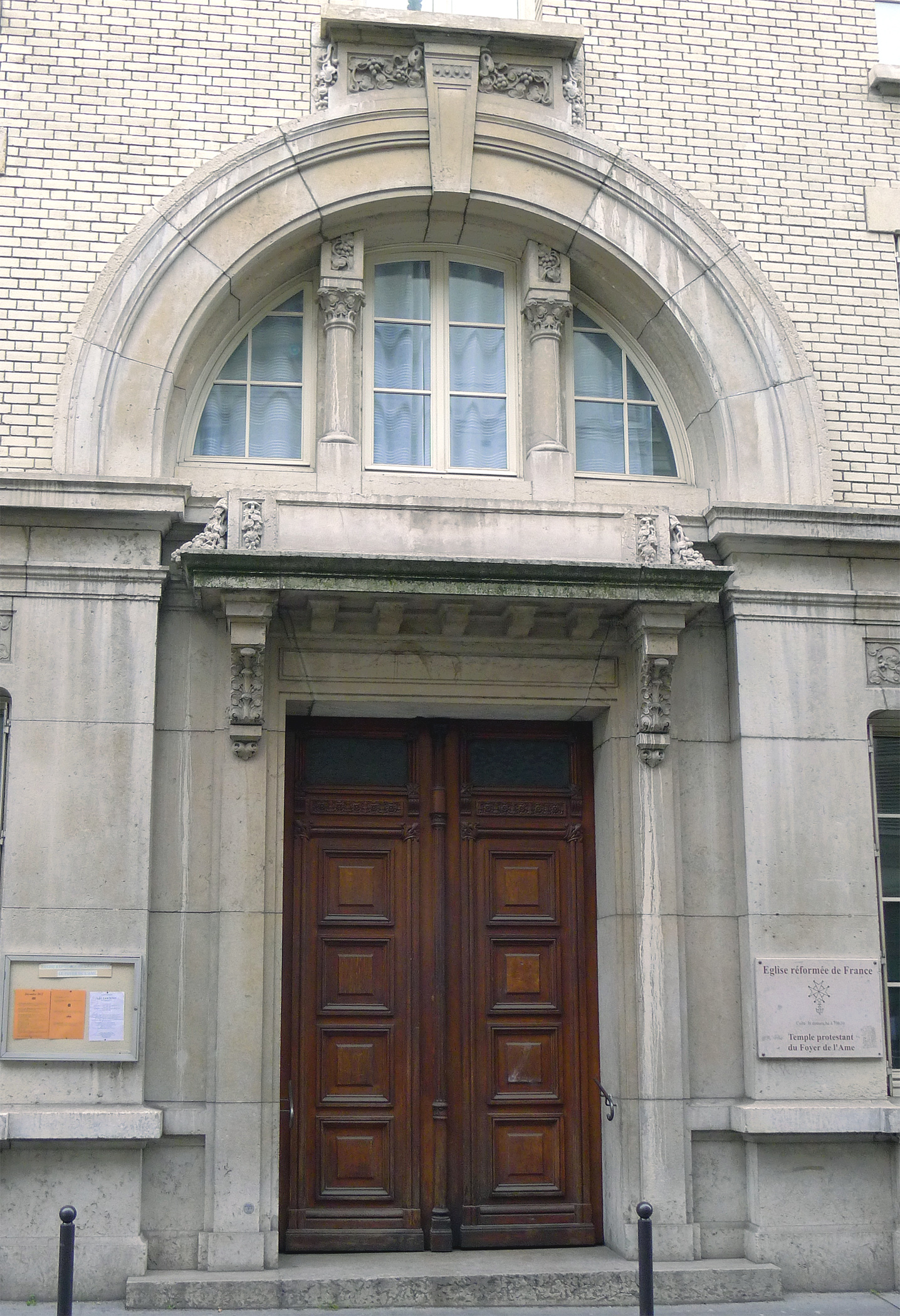
Eingang zum Temple Protestant du Foyer de l’Âme in der Rue du Pasteur-Wagner in Paris

Die Universität Gießen zeichnete Wagner 1910 mit der theologischen Ehrendoktorwürde aus. Der Teil der Rue Daval, in der der Temple protestant du Foyer de l’Âme liegt, wurde 1925 in Rue du Pasteur-Wagner umbenannt.
Da seine Bücher seit langem vergriffen sind, geben die Éditions Ampelos seit 2007 Neuausgaben der Hauptwerke heraus.

## Veröffentlichungen (Auswahl)
- Justice. Huit discours. Fischbacher, Paris 1889.
- Jeunesse. Fischbacher, Paris 1892 (und etliche weitere Ausgaben; Digitalisat).
  - Jugend. Jansa, Leipzig 1910.
- La vie simple. Colin, Paris 1895 (und etliche weitere Ausgaben; Ausgabe von 1908 auf Projekt Gutenberg).
  - Schlichtes Leben. Fischbacher, Paris 1905.
- L’Évangile et la Vie. Sermons Fischbacher, Paris 1896; Neuausgabe Éditions Ampelos 2007.
- Sois un homme! Simples causeries sur la conduite de la vie. Fischbacher, Paris 1899.
  - Werde ein Mann! Einfache Worte über Lebensführung. Jansa, Leipzig 1911.
- L’Âme des choses. Fischbacher, Paris 1901 (und etliche weitere Ausgaben; Digitalisat).
  - Die Seele der Dinge. Fischbacher, Paris 1912.
- (mit Ferdinand Buisson) Libre-pensée et protestantisme libéral. Fischbacher, Paris 1903.
- L’ami. Dialogues intérieurs. Fischbacher, Paris 1903; Neuausgabe Éditions Ampelos 2007.
- Vers le coeur de l’Amérique.  Fischbacher, Paris 1906 (2. Auflage; Digitalisat); Neuausgabe als Voyage au cœur de l’Amérique, Éditions Ampelos 2009.
  - My impressions of America. McClure – Phillips, New York 1906 (Digitalisat).
- Bon Samaritain. Neuausgabe Éditions Ampelos 2008.
- Anne Penesco, Geoffroy de Turckheim (Hrsg.): L’Homme est une espérance de Dieu. Anthologie. Van Dieren, Paris 2007 (mit Biographie Wagners).